# Casa Grande (Argentina)
Casa Grande (Argentina) é uma comuna da província de Córdoba, na Argentina.